# Vorona
Vorona (znanstveno ime V. berivotrensis, dob. 'iz Berivotra', malgaško za ptič) je monotipičen rod prazgodovinskih ptičev. Opisan je iz fosilov, najdenih v kamnolomu v Maevaranski formaciji blizu vasi Berivotra, v provinci Mahajanga na Madagaskarju. Živel je v pozni kredi, verjetno v Campanijskem stadiju, tj. 83,5 do 70,6 MA. V. berivotrensis je rekonstruiran po razpršenih ostankih, morda pa gre za isti primerek.
Filogenetsko pripadnost Vorone je težko določiti zaradi predrobnih delcev ostankov, še posebno ker kaže mešanico primitivnih ptičjih lastnosti s sodobnejšimi. Vorona je mogoče bil primitivni ornituromorf.
Vorona se včasih zamenjuje z dromeazavrom Rahonavis ostromi, ki je bil najden na isti lokaciji. Ta pomota je vodila do nesporazuma, da je imela Vorona deinohozaverske srpaste kremplje na vsaki taci.